# الغواصة الألمانية يو-218
غواصة يو-218 غواصة يو بوت ألمانية من الفئة السابعة دي بنيت لسلاح بحرية ألمانيا النازية كريغسمارينه، في أحواض فريدريش كروب في كيل خلال الحرب العالمية الثانية.